# Saison 9 de La Voix
La saison 9 de La Voix est diffusée du 15 janvier 2023 au 9 avril 2023 sur TVA et est animée par Charles Lafortune. Parmi les coachs de la saison 8, qui a eu lieu en 2020, seul Marc Dupré est de retour, tandis que Corneille, Marjo et Mario Pelchat remplacent Garou, Cœur de pirate et Pierre Lapointe. Cette année, il n'y aura pas de supercoach lors des chants de bataille, alors que Julien Clerc et Ginette Reno avaient occupé ce rôle en 2019 et en 2020 respectivement. Lors du deuxième épisode de la saison, il a été annoncé que Roxane Bruneau agirait comme 5e coach; elle recrutera six candidats parmi ceux que les coachs n'auront pas choisi et elle les guidera dans une compétition parallèle sur le web, appelée La deuxième voix.

## Équipes
- Vainqueur
- Deuxième
- Troisième
- Quatrième
- Volé par un autre coach lors des duels
- Gagnant de La Deuxième Voix

| Étapes                               | №  | Corneille               | Marjo                | Mario Pelchat           | Marc Dupré                  | Roxane Bruneau        |
| ------------------------------------ | -- | ----------------------- | -------------------- | ----------------------- | --------------------------- | --------------------- |
| Finalistes                           | 1  | Jay                     | Christopher Therrien | Sophie Grenier          | Adam El-Mouna               | Livia St-Pierre       |
| Éliminés en demi-finale              | 2  | Christa Maria Abou Akl  | Julie St-Pierre      | Steffy Beyong           | Loïk Jolicœur               | NC                    |
| Éliminés lors des directs            | 3  | Avril Roy-Jensen        | Mélanie Haché        | Jephte Phelice          | Audrey-Anne Séguin          | NC                    |
| Éliminés lors des directs            | 4  | Sylveo                  | Nathaël Young        | Tommy Demers            | Gabrielle Grenon            | NC                    |
| Éliminés lors des directs            | 5  | Mélodie-Jade            | Philippe Plourde     | Joël Boudreault         | Sorrene                     | NC                    |
| Éliminés lors des directs            | 6  | Élysabeth Rivest        | Will                 | Marie-France Lantin     | Darren Vaudreuil            | NC                    |
| Éliminés lors des chants de bataille | 7  | Vanessa Couture-Lacasse | Marie-Ève Quirion    | Dominic Lafond          | Mathieu-Philippe Perras     | Sébastien Meloche     |
| Éliminés lors des chants de bataille | 8  | Evodia                  | Steven Grondin       | Virginie Péloquin       | Catherine Bessette          | Sarah Vanderzon       |
| Éliminés lors des Duels              | 9  | Marie-France Lantin     | Avril Roy-Jensen     | Mathieu-Philippe Perras | Julie St-Pierre             | Ryan Guay             |
| Éliminés lors des Duels              | 10 | Ashley Richard          | Mark Tebow           | Mélisane                | Nathael Barriere Morissette | Olivier Chartrand     |
| Éliminés lors des Duels              | 11 | Jolyane Lemay           | Nadia-Lyse Perrone   | Lunayla Jiménez         | Randy McGraw                | Audrey-Ann Villeneuve |
| Éliminés lors des Duels              | 12 | Jacques Larin           | Dominique Godin      | Claude Paquette         | Nickolas Verrecchia         | NC                    |
| Éliminés lors des Duels              | 13 | Mathieu Langlois        | Audrey Lachance      | Junior Sandaire         | Ariane Simard               | NC                    |
| Éliminés lors des Duels              | 14 | NC                      | NC                   | NC                      | NC                          | NC                    |

## Déroulement

### Les auditions à l'aveugle

#### Épisode 1
| Ordre | Participant (âge, ville)                           | Chanson                                                | Choix     | Choix | Choix | Choix |
| Ordre | Participant (âge, ville)                           | Chanson                                                | Corneille | Marjo | Mario | Marc  |
| ----- | -------------------------------------------------- | ------------------------------------------------------ | --------- | ----- | ----- | ----- |
| 1     | Marie-France Lantin (25 ans, Laval)                | Lift You Up - Casey Gibson                             | ✔️        | ✔️    | ✔️    | ✔️    |
| 2     | Mélisane (18 ans, Gatineau)                        | Mademoiselle chante le blues - Patricia Kaas           | —         | ✔️    | ✔️    | —     |
| 3     | Rémy Langlois (50 ans, Drummondville)              | Que je t'aime - Johnny Hallyday                        | —         | —     | —     | —     |
| 4     | Nathaël Young (18 ans, Charlo, Nouveau-Brunswick)  | Break My Heart Again - Finneas O'Connell               | ✔️        | ✔️    | ✔️    | ✔️    |
| 5     | Catherine Bessette (29 ans, Mercier)               | Hold My Hand - Lady Gaga                               | ✔️        | ✔️    | ✔️    | ✔️    |
| 6     | France Lacombe (58 ans, Roxton Falls)              | Quand on se donne - Ginette Reno                       | —         | —     | —     | —     |
| 7     | Ariane Turmel (26 ans, Lévis)                      | Elastic Heart - Sia                                    | —         | —     | —     | —     |
| 8     | Miranda Tremblay Girard (21 ans, Saguenay)         | You Haven't Seen the Last of Me - Cher                 | —         | —     | —     | —     |
| 9     | Gabriel Carle (18 ans, Longueuil)                  | You Will Be Found - Ben Platt                          | —         | —     | —     | —     |
| 10    | Marie-Ève Quirion (31 ans, Magog)                  | How Am I Supposed to Live Without You - Michael Bolton | ✔️        | ✔️    | —     | —     |
| 11    | Loïk Jolicœur (16 ans, Saint-Constant)             | Corps - Yseult                                         | —         | —     | —     | ✔️    |
| 12    | Dominique Godin (50 ans, Saint-Jean-sur-Richelieu) | La chanson du camionneur - Fred Pellerin               | —         | ✔️    | —     | —     |
| 13    | Vanessa Couture-Lacasse (28 ans, Magog)            | Câlisse-moi là - Lisa LeBlanc                          | ✔️        | ✔️    | —     | ✔️    |
| 14    | Steffy Beyong (23 ans, Montréal)                   | You Say - Lauren Daigle                                | ✔️        | ✔️    | ✔️    | ✔️    |

#### Épisode 2
| Ordre | Participant (âge, ville)                               | Chanson                                            | Choix     | Choix | Choix | Choix |
| Ordre | Participant (âge, ville)                               | Chanson                                            | Corneille | Marjo | Mario | Marc  |
| ----- | ------------------------------------------------------ | -------------------------------------------------- | --------- | ----- | ----- | ----- |
| 1     | Sorrene (18 ans, Saint-Jérôme)                         | My Church - Maren Morris                           | ✔️        | ✔️    | ✔️    | ✔️    |
| 2     | Junior Sandaire (40 ans, Montréal)                     | L'essentiel - Ginette Reno                         | —         | —     | ✔️    | —     |
| 3     | Élysabeth Rivest (33 ans, Saint-Thomas)                | Rise Up - Andra Day                                | ✔️        | —     | ✔️    | ✔️    |
| 4     | Nickolas Verrecchia (33 ans, Québec)                   | Adore You - Harry Styles                           | ✔️        | ✔️    | ✔️    | ✔️    |
| 5     | Philippe Plourde (21 ans, Montréal)                    | Y va toujours y avoir - Richard Desjardins         | —         | ✔️    | —     | —     |
| 6     | Adam El-Mouna (19 ans, Sainte-Catherine)               | Il est où le bonheur? - Christophe Maé             | ✔️        | ✔️    | ✘     | ✔️    |
| 7     | Ryan Guay (23 ans, Montréal)                           | À fleur de toi - Vitaa                             | —         | —     | —     | —     |
| 8     | Virginie Péloquin (29 ans, Montréal)                   | I'll Never Love Again - Lady Gaga                  | —         | —     | ✔️    | —     |
| 9     | Eric Drouin (22 ans, Saint-Joseph-de-Beauce)           | Entre deux joints - Robert Charlebois              | —         | —     | —     | —     |
| 10    | Olivia Sirois-Bruneau (29 ans, Terrebonne)             | Je m'envolerai - Daniel Lavoie                     | —         | —     | —     | —     |
| 11    | Lauri-Anne Francœur (28 ans, Repentigny)               | Pour l'amour qu'il nous reste - Francine Raymond   | —         | —     | —     | —     |
| 12    | Lunayla Jiménez (17 ans, Brossard)                     | Voilà - Barbara Pravi                              | —         | ✔️    | ✔️    | ✔️    |
| 13    | Jacques Larin (25 ans, Montréal)                       | Dancing on My Own - Robyn (version de Calum Scott) | ✔️        | —     | ✔️    | —     |
| 14    | Claude Paquin (70 ans, Drummondville)                  | J'ai quitté mon île - Daniel Lavoie                | —         | —     | —     | —     |
| 15    | Mélanie Haché (48 ans, Île Lamèque, Nouveau-Brunswick) | Ailleurs - Marjo                                   | ✔️        | ✔️    | ✔️    | ✔️    |

#### Épisode 3
| Ordre | Participant (âge, ville)                     | Chanson                                                | Choix     | Choix | Choix | Choix |
| Ordre | Participant (âge, ville)                     | Chanson                                                | Corneille | Marjo | Mario | Marc  |
| ----- | -------------------------------------------- | ------------------------------------------------------ | --------- | ----- | ----- | ----- |
| 1     | Julie St-Pierre (37 ans, Montréal)           | You Oughta Know - Alanis Morissette                    | —         | ✔️    | ✔️    | ✔️    |
| 2     | Christa Maria Abou Akl (20 ans, Montréal)    | Li Beirut - Fairuz / Dernière danse - Indila           | ✔️        | —     | ✔️    | —     |
| 3     | Livia St-Pierre (15 ans, Saguenay)           | Entre l'ombre et la lumière - Marie Carmen             | —         | —     | —     | —     |
| 4     | Jay (25 ans, Montréal)                       | Stand Up - Cynthia Erivo                               | ✔️        | ✔️    | ✔️    | ✘     |
| 5     | Dominic Lafond (41 ans, Sainte-Thérèse)      | It Must Have Been Love - Roxette                       | —         | ✔️    | ✔️    | —     |
| 6     | Will (25 ans, Drummondville)                 | Where Did You Sleep Last Night ? - Nirvana             | —         | ✔️    | ✔️    | —     |
| 7     | Tchad (30 ans, Gatineau)                     | I'm the Only Hell (Mama Ever Raised) - Johnny Paycheck | —         | —     | —     | —     |
| 8     | Ariane Simard (18 ans, Gatineau)             | Heaven - Bryan Adams                                   | —         | —     | —     | ✔️    |
| 9     | Sebz (38 ans, Saint-Jérôme)                  | Je voudrais voir New York - Daniel Lavoie              | —         | —     | —     | —     |
| 10    | Nadia-Lyse Perrone (76 ans, Montréal)        | Mother - John Lennon                                   | —         | ✔️    | —     | —     |
| 11    | Mathieu-Philippe Perras (33 ans, Montréal)   | Titanium - David Guetta et Sia                         | —         | ✔️    | ✔️    | —     |
| 12    | Geena Titus (25 ans, Gatineau)               | What's Love Got to Do with It - Tina Turner            | —         | —     | —     | —     |
| 13    | Luca Librizzi (18 ans, Saint-Hubert)         | (Sittin' on) The Dock of the Bay - Otis Redding        | —         | —     | —     | —     |
| 14    | Erika Denis (25 ans, Témiscouata-sur-le-Lac) | Garde tes larmes - Marie-Mai                           | —         | —     | —     | —     |
| 15    | Sébastien Meloche (33 ans, Gatineau)         | Save Tonight - Eagle-Eye Cherry                        | —         | —     | —     | —     |
| 16    | Evodia (22 ans, Québec)                      | L'Enfer - Stromae                                      | ✔️        | ✔️    | ✔️    | ✔️    |

#### Épisode 4
| Ordre | Participant (âge, ville)                               | Chanson                           | Choix     | Choix | Choix | Choix |
| Ordre | Participant (âge, ville)                               | Chanson                           | Corneille | Marjo | Mario | Marc  |
| ----- | ------------------------------------------------------ | --------------------------------- | --------- | ----- | ----- | ----- |
| 1     | Randy McGraw (23 ans, Tracadie, Nouveau-Brunswick)     | That's All Right - Elvis Presley  | ✔️        | ✔️    | ✔️    | ✔️    |
| 2     | Sylveo (25 ans, Montpellier, France)                   | Seul au monde - Corneille         | ✔️        | —     | ✔️    | —     |
| 3     | Mark Tebow (45 ans, Victoriaville)                     | Stuck on You - Lionel Richie      | —         | ✔️    | ✔️    | —     |
| 4     | Avril Roy-Jensen (19 ans, Montréal)                    | Je sais pas danser - Pomme        | —         | ✔️    | —     | —     |
| 5     | Joey Boughanem (23 ans, Blainville)                    | I Will Survive - Gloria Gaynor    | —         | —     | —     | —     |
| 6     | Jephte Phelice (22 ans, Les Cayes, Haïti)              | Les murs porteurs - Florent Pagny | —         | —     | ✔️    | —     |
| 7     | Audrey-Anne Séguin (27 ans, Montréal)                  | Meaningless - Charlotte Cardin    | —         | ✔️    | ✔️    | ✔️    |
| 8     | Claude Paquette (50 ans, Lac-des-Écorces)              | Bed of Roses - Bon Jovi           | —         | ✔️    | ✔️    | —     |
| 9     | Sarah Vanderzon (28 ans, Saint-Bruno-de-Montarville)   | Good Kisser - Lake Street Dive    | —         | —     | —     | —     |
| 10    | Charly Darling (23 ans, Gatineau)                      | God Is a Woman - Ariana Grande    | —         | —     | —     | —     |
| 11    | Adam Laferrière (17 ans, Saint-Hubert)                 | In the Stars - Benson Boone       | —         | —     | —     | —     |
| 12    | Marc-Antoine Delage (18 ans, Carignan)                 | Somewhere Only We Know - Keane    | —         | —     | —     | —     |
| 13    | Ashley Richard (17 ans, Lavillette, Nouveau-Brunswick) | Tourterelle - Paul Hébert         | ✔️        | —     | —     | —     |
| 14    | Jolyane Lemay (31 ans, Sherbrooke)                     | Drivers License - Olivia Rodrigo  | ✔️        | ✔️    | ✔️    | —     |
| 15    | Karol-Anne Simard (31 ans, Saguenay)                   | ABCDEFU - Gayle                   | —         | —     | —     | —     |
| 16    | Sophie Grenier (17 ans, Ottawa, Ontario)               | L'Oiseau - René Simard            | ✔️        | ✔️    | ✔️    | ✔️    |

#### Épisode 5
| Ordre | Participant (âge, ville)                                                   | Chanson                                         | Choix     | Choix | Choix | Choix |
| Ordre | Participant (âge, ville)                                                   | Chanson                                         | Corneille | Marjo | Mario | Marc  |
| ----- | -------------------------------------------------------------------------- | ----------------------------------------------- | --------- | ----- | ----- | ----- |
| 1     | Gabrielle Grenon (15 ans, Terrebonne)                                      | What a Girl Wants - Christina Aguilera          | ✔️        | ✔️    | ✔️    | ✔️    |
| 2     | Nik Segöya (29 ans, Boucherville)                                          | Hélène - Roch Voisine                           | —         | —     | —     | —     |
| 3     | Steven Grondin (28 ans, Sainte-Clotilde-de-Beauce)                         | Étienne d'août - Malajube                       | —         | ✔️    | —     | —     |
| 4     | Mathieu Langlois (23 ans, Granby)                                          | Falling - Harry Styles                          | ✔️        | —     | ✔️    | —     |
| 5     | Tommy Demers (43 ans, Acton Vale)                                          | J'ai peur - Roméo et Juliette                   | —         | —     | ✔️    | —     |
| 6     | Nathael Barriere Morissette (17 ans, Vaudreuil-Dorion)                     | Take Me to Church - Hozier                      | —         | —     | ✔️    | ✔️    |
| 7     | Myriam Lortie (53 ans, Gaspé)                                              | Câline de blues - Offenbach                     | —         | —     | —     | —     |
| 8     | Christopher Therrien (33 ans, Sainte-Anne-de-Madawaska, Nouveau-Brunswick) | This Is Me - Keala Settle/The Greatest Showman  | —         | ✔️    | —     | —     |
| 9     | Mélodie-Jade (23 ans, Montréal)                                            | Papaoutai - Stromae                             | ✔️        | —     | ✔️    | ✔️    |
| 10    | Jonathan Guilbault (37 ans, Lorraine)                                      | Good Things Fall Apart - Illenium & Jon Bellion | NC        | —     | —     | —     |
| 11    | Audrey Lachance (39 ans, Saint-Roch-de-l'Achigan)                          | The Best - Tina Turner                          | NC        | ✔️    | ✔️    | ✔️    |
| 12    | Audrey-Ann Villeneuve (20 ans, Sainte-Brigitte-de-Laval)                   | Language - Tori Kelly                           | NC        | NC    | —     | —     |
| 13    | Darren Vaudreuil (26 ans, Québec)                                          | Uptown Funk - Mark Ronson et Bruno Mars         | NC        | NC    | ✔️    | ✔️    |
| 14    | Joël Vogt (22 ans, La-Visitation-de-Yamaska)                               | Fire Away - Chris Stapleton                     | NC        | NC    | —     | NC    |
| 15    | Olivier Chartrand (33 ans, Gatineau)                                       | I Drove All Night - Céline Dion                 | NC        | NC    | —     | NC    |
| 16    | Johanna Barlet (30 ans, Montréal)                                          | Nous deux contre le reste du monde - Ben Mazué  | NC        | NC    | —     | NC    |
| 17    | Dominique Séguin (43 ans, Montréal)                                        | I Have Nothing - Whitney Houston                | NC        | NC    | —     | NC    |
| 18    | Joël Boudreault (32 ans, Alma)                                             | I Surrender - Céline Dion                       | NC        | NC    | ✔️    | NC    |

### Les Duels
Légende :

#### Épisode 6
| Ordre | Coach     | Artistes                | Artistes            | Chanson                                   | Vols      | Vols  | Vols  | Vols |
| Ordre | Coach     | Artistes                | Artistes            | Chanson                                   | Corneille | Marjo | Mario | Marc |
| ----- | --------- | ----------------------- | ------------------- | ----------------------------------------- | --------- | ----- | ----- | ---- |
| 1     | Corneille | Élysabeth Rivest        | Marie-France Lantin | I'm Every Woman - Chaka Khan              | —         | ✔️    | ✔️    | ✔️   |
| 2     | Marc      | Loïk Jolicœur           | Ariane Simard       | Loadé comme un gun - Éric Lapointe        | —         | —     | —     | —    |
| 3     | Marjo     | Christopher Therrien    | Audrey Lachance     | Dis-moi, dis-moi - Mitsou                 | —         | —     | —     | —    |
| 4     | Mario     | Tommy Demers            | Junior Sandaire     | J'y vais - Patrick Fiori et Florent Pagny | —         | —     | —     | —    |
| 5     | Corneille | Vanessa Couture-Lacasse | Mathieu Langlois    | Croire en rien - Louis-Jean Cormier       | —         | —     | —     | —    |
| 6     | Marjo     | Philippe Plourde        | Steven Grondin      | Father and Son - Cat Stevens              | —         | ✔️    | —     | —    |
| 7     | Marc      | Audrey-Anne Séguin      | Nickolas Verrecchia | Beggin' - The Four Seasons                | —         | —     | —     | —    |
| 8     | Mario     | Steffy Beyong           | Sophie Grenier      | Et Bam - Mentissa                         | —         | —     | ✔️    | ✔️   |

#### Épisode 7
| Ordre | Coach     | Artistes               | Artistes                | Chanson                                  | Vols      | Vols              | Vols            | Vols            |
| Ordre | Coach     | Artistes               | Artistes                | Chanson                                  | Corneille | Marjo             | Mario           | Marc            |
| ----- | --------- | ---------------------- | ----------------------- | ---------------------------------------- | --------- | ----------------- | --------------- | --------------- |
| 1     | Mario     | Dominic Lafond         | Claude Paquette         | Vivre pour le meilleur - Johnny Hallyday | —         | —                 | Équipe complète | —               |
| 2     | Corneille | Christa Maria Abou Akl | Jacques Larin           | Avant toi - Vitaa et Slimane             | —         | —                 | Équipe complète | —               |
| 3     | Marc      | Gabrielle Grenon       | Catherine Bessette      | Alone - Heart                            | —         | —                 | Équipe complète | ✔️              |
| 4     | Marjo     | Mélanie Haché          | Dominique Godin         | Sous le vent - Garou et Céline Dion      | —         | Sauvetage utilisé | Équipe complète | —               |
| 5     | Mario     | Joël Boudreault        | Mathieu-Philippe Perras | Yoü and I - Lady Gaga                    | —         | ✔️                | Équipe complète | ✔️              |
| 6     | Corneille | Evodia                 | Jolyane Lemay           | Secret - Louane                          | —         | —                 | Équipe complète | Équipe complète |
| 7     | Marc      | Sorrene                | Randy McGraw            | If I Can Dream - Elvis Presley           | —         | —                 | Équipe complète | Équipe complète |
| 8     | Marjo     | Nathaël Young          | Nadia-Lyse Perrone      | S'il fallait - Marjo                     | —         | Sauvetage utilisé | Équipe complète | Équipe complète |

#### Épisode 8
| Ordre | Coach     | Artistes          | Artistes                    | Chanson                                     | Vols            | Vols            | Vols            | Vols            |
| Ordre | Coach     | Artistes          | Artistes                    | Chanson                                     | Corneille       | Marjo           | Mario           | Marc            |
| ----- | --------- | ----------------- | --------------------------- | ------------------------------------------- | --------------- | --------------- | --------------- | --------------- |
| 1     | Marc      | Adam El-Mouna     | Julie St-Pierre             | Formidable - Stromae                        | —               | ✔️              | Équipe complète | Équipe complète |
| 2     | Marjo     | Marie-Ève Quirion | Mark Tebow                  | When You're Gone - Bryan Adams et Melanie C | —               | Équipe complète | Équipe complète | Équipe complète |
| 3     | Mario     | Jephte Phelice    | Lunayla Jiménez             | Tel un seul homme - Pierre Lapointe         | —               | Équipe complète | Équipe complète | Équipe complète |
| 4     | Corneille | Jay               | Mélodie-Jade                | Et si - Tayc et Camille Lellouche           | ✔️              | Équipe complète | Équipe complète | Équipe complète |
| 5     | Marjo     | Will              | Avril Roy-Jensen            | Les aurores - Mara Tremblay                 | ✔️              | Équipe complète | Équipe complète | Équipe complète |
| 6     | Mario     | Virginie Péloquin | Mélisane                    | Jusqu'au bout - Amel Bent et Imen Es        | Équipe complète | Équipe complète | Équipe complète | Équipe complète |
| 7     | Corneille | Sylveo            | Ashley Richard              | Je vais te faire danser - Les Sœurs Boulay  | Équipe complète | Équipe complète | Équipe complète | Équipe complète |
| 8     | Marc      | Darren Vaudreuil  | Nathael Barriere Morissette | Thnks fr th Mmrs - Fall Out Boy             | Équipe complète | Équipe complète | Équipe complète | Équipe complète |

### Les chants de bataille
Après les Duels, chaque équipe compte 8 candidats. Le coach en choisit 5, qui vont directement aux Directs, en mettant les 3 autres en danger. Chaque candidat chante sa chanson (qu'il a lui-même choisie), et le coach ne peut en garder qu'un seul, qui prendra la sixième et dernière place de l'équipe pour les directs.
| Ordre | Coach         | Participant(e)          | Chanson                                           |
| ----- | ------------- | ----------------------- | ------------------------------------------------- |
| 1     | Marc Dupré    | Mathieu-Philippe Perras | I Don't Want to Be - Gavin DeGraw                 |
| 2     | Marc Dupré    | Catherine Bessette      | Dis tout sans rien dire - Daniel Bélanger         |
| 3     | Marc Dupré    | Sorrene                 | Never Tear Us Apart - INXS                        |
| 4     | Corneille     | Vanessa Couture-Lacasse | Me and Bobby McGee - Janis Joplin                 |
| 5     | Corneille     | Avril Roy-Jensen        | Creep - Radiohead (version de Postmodern Jukebox) |
| 6     | Corneille     | Evodia                  | Casting - Christophe Maé                          |
| 7     | Marjo         | Mélanie Haché           | J'ai vu - Niagara                                 |
| 8     | Marjo         | Steven Grondin          | L'amour est un monstre - Valaire et Karim Ouellet |
| 9     | Marjo         | Marie-Ève Quirion       | Pense à moi - Francine Raymond                    |
| 10    | Mario Pelchat | Virginie Péloquin       | Tu t'en iras - La Zarra                           |
| 11    | Mario Pelchat | Dominic Lafond          | Tue-moi - Dan Bigras                              |
| 12    | Mario Pelchat | Steffy Beyong           | One Night Only - Dreamgirls (Jennifer Hudson)     |

### Les Directs
À partir de maintenant, les 4 derniers épisodes sont diffusés en direct.

Légende:

#### Épisode 10
| Ordre | Coach         | Participant(e)      | Chanson                                         | Points (coach) | Points (public) | Points (total) |
| ----- | ------------- | ------------------- | ----------------------------------------------- | -------------- | --------------- | -------------- |
| 1     | Mario Pelchat | Marie-France Lantin | Une belle histoire - Michel Fugain              | 32             | 15              | 47             |
| 2     | Mario Pelchat | Joël Boudreault     | Laisse-moi t'aimer - Mike Brant                 | 33             | 42              | 75             |
| 3     | Mario Pelchat | Steffy Beyong       | Si seulement je pouvais lui manquer - Calogero  | 35             | 43              | 78             |
| 4     | Corneille     | Mélodie-Jade        | Respire - Gaël Faye                             | 33             | 16              | 49             |
| 5     | Corneille     | Jay                 | Pleurs dans la pluie - Mario Pelchat            | 34             | 60              | 94             |
| 6     | Corneille     | Élysabeth Rivest    | I Love You - Yseult                             | 33             | 24              | 57             |
| 7     | Marjo         | Will                | Né pour être sauvage - Philippe Brach           | 32             | 14              | 46             |
| 8     | Marjo         | Julie St-Pierre     | Is That Alright - Lady Gaga                     | 33             | 45              | 78             |
| 9     | Marjo         | Philippe Plourde    | Promenade sur Mars - Offenbach                  | 35             | 41              | 76             |
| 10    | Marc Dupré    | Darren Vaudreuil    | On fait ce qu'on aime - Les Respectables        | 33             | 18              | 51             |
| 11    | Marc Dupré    | Sorrene             | Sorry Seems to Be the Hardest Word - Elton John | 33             | 35              | 68             |
| 12    | Marc Dupré    | Adam El-Mouna       | Hit the Road Jack - Ray Charles                 | 34             | 47              | 81             |

#### Épisode 11
À la veille du Direct, il a été annoncé que Marjo serait absente lors de ce gala, ayant contracté la COVID-19 peu de temps auparavant. De ce fait, la chanteuse France D'Amour a été appelée à la remplacer le temps de son rétablissement.
| Ordre | Coach         | Participant(e)         | Chanson                                                   | Points (coach) | Points (public) | Points (total) |
| ----- | ------------- | ---------------------- | --------------------------------------------------------- | -------------- | --------------- | -------------- |
| 1     | Marc Dupré    | Audrey-Anne Séguin     | (You Make Me Feel Like) A Natural Woman - Aretha Franklin | 34             | 35              | 69             |
| 2     | Marc Dupré    | Loïk Jolicœur          | Allô maman bobo - Alain Souchon                           | 33             | 39              | 72             |
| 3     | Marc Dupré    | Gabrielle Grenon       | L'amour a pris son temps - Nathalie Simard                | 33             | 26              | 59             |
| 4     | Marjo         | Christopher Therrien   | Maman, papa - Pierre Lapointe                             | 34             | 35              | 69             |
| 5     | Marjo         | Nathaël Young          | Happier Than Ever - Billie Eilish                         | 40             | 25              | 65             |
| 6     | Marjo         | Mélanie Haché          | Au nom de la raison - Laurence Jalbert                    | 26             | 40              | 66             |
| 7     | Corneille     | Christa Maria Abou Akl | Adieu mon pays - Enrico Macias                            | 33             | 74              | 107            |
| 8     | Corneille     | Sylveo                 | La laideur - Safia Nolin                                  | 34             | 13              | 47             |
| 9     | Corneille     | Avril Roy-Jensen       | Montréal - Tomás Jensen                                   | 33             | 13              | 46             |
| 10    | Mario Pelchat | Tommy Demers           | Un peu d'innocence - Daniel DeShaime                      | 32             | 19              | 51             |
| 11    | Mario Pelchat | Jephte Phelice         | Des milliers de je t'aime - Slimane                       | 32             | 17              | 49             |
| 12    | Mario Pelchat | Sophie Grenier         | Tant qu'on est là - Erza Muqoli                           | 36             | 64              | 100            |

### Demi-finale
| Ordre | Coach         | Participant(e)         | Chanson                                         | Points (public) |
| ----- | ------------- | ---------------------- | ----------------------------------------------- | --------------- |
| 1     | Marc Dupré    | Loïk Jolicœur          | Ayoye - Offenbach                               | 45              |
| 2     | Marc Dupré    | Adam El-Mouna          | Dommage - Bigflo & Oli                          | 55              |
| 3     | Mario Pelchat | Steffy Beyong          | Mourir sur scène - Dalida                       | 29              |
| 4     | Mario Pelchat | Sophie Grenier         | Laissez-moi danser - Dalida                     | 71              |
| 5     | Corneille     | Christa Maria Abou Akl | D'amour ou d'amitié - Céline Dion               | 42              |
| 6     | Corneille     | Jay                    | Viens on s'aime - Slimane                       | 58              |
| 7     | Marjo         | Christopher Therrien   | J'entends frapper - Michel Pagliaro             | 58              |
| 8     | Marjo         | Julie St-Pierre        | Kid - Eddy de Pretto (version de Barbara Pravi) | 42              |

### Finale
| Coach         | Participant(e)       | Pourcentages des votes | Chanson                                                                      |
| ------------- | -------------------- | ---------------------- | ---------------------------------------------------------------------------- |
| Marjo         | Christopher Therrien | 23                     | I Don't Want to Miss a Thing - Aerosmith                                     |
| Marc Dupré    | Adam El-Mouna        | 9                      | Ne me quitte pas - Jacques Brel                                              |
| Mario Pelchat | Sophie Grenier       | 42                     | Let's Talk About Love / Puisque tu pars - Céline Dion / Jean-Jacques Goldman |
| Corneille     | Jay                  | 26                     | La vi ti neg - Muzion                                                        |

## La Deuxième Voix

### Les Duels
Légende :
| Ordre | Coach  | Gagnant(e)        | Chanson                              | Perdant(e)            |
| ----- | ------ | ----------------- | ------------------------------------ | --------------------- |
| 1     | Roxane | Livia St-Pierre   | Run to You - Alicia Moffet           | Audrey-Ann Villeneuve |
| 2     | Roxane | Sébastien Meloche | J'm'en veux - Mélanie Renaud         | Olivier Chartrand     |
| 3     | Roxane | Sarah Vanderzon   | Et si tu n'existais pas - Joe Dassin | Ryan Guay             |

### Les chants de bataille
Légende :
| Ordre | Coach          | Participant(e)    | Chanson                                |
| ----- | -------------- | ----------------- | -------------------------------------- |
| 1     | Roxane Bruneau | Sarah Vanderzon   | Million Reasons - Lady Gaga            |
| 2     | Roxane Bruneau | Sébastien Meloche | Au bord du lac Bijou - Zachary Richard |
| 3     | Roxane Bruneau | Livia St-Pierre   | Something New - Nikki Yanofsky         |